# František Janča (radiotelegrafista)
František Janča (24. května 1922 Bánov – 3. března 1942 Severní moře asi 20 km severozápadně od Terschellingu) byl český palubní radiotelegrafista a střelec 311. československé bombardovací perutě.

## Život

### Před druhou světovou válkou
František Janča se narodil 24. května 1922 v Bánově na Uherskobrodsku v chudých poměrech. Žil pouze s matkou, která pracovala jako služebná. Vyučil se zámečníkem.

### Druhá světová válka
Po německé okupaci v březnu 1939 opustil František Janča Protektorát Čechy a Morava a přes Slovensko a Maďarsko odešel do Francie, kde byl v Marseille 4. března 1940 zařazen k pozemním jednotkám Československé armády v zahraničí. Po pádu Francie v červnu 1940 se evakuoval do Spojeného království. Zde se stal příslušníkem Royal Air Force a byl zařazen k výcviku na palubního radiotelegrafistu a střelce. Po jeho ukončení a secvičení se s posádkou byl koncem ledna 1942 zařazen do operační služby v 311. československé bombardovací peruti. Prvního operačního letu se zúčastnil 22. února 1942 nad Ostende. Jeho druhou akcí byl nálet na Emden 3. března téhož roku. Nálet o malém počtu strojů sloužil jako klamný, hlavním cílem RAF byly v ten den továrny Renaultu v Paříži. František Janča, který zastával ve stroji Vickers Wellington B Mk.Ic Z1167 KX-A pod velením Karla Danihelky pozici radiotelegrafisty, nahlásil napadení německým nočním stíhačem nad Severním mořem asi dvacet kilometrů severozápadně od ostrova Terschellingu. Poté již o osudu letounu nejsou žádné informace, moře tělo žádného z členů posádky nevydalo. Sestřel si nárokoval Obfw. Paul Gildner. František Janča byl nejmladším padlým 311. perutě v období jejího působení pod bombardovacím velitelstvím RAF. Dosáhl hodnosti četaře.

## Posmrtná ocenění
- František Janča byl v roce 1991 in memoriam povýšen do hodnosti podplukovníka